# كاليكسيكو (كاليفورنيا)
كاليكسيكو (بالإنجليزية: Calexico)‏ هي إحدى مدن مقاطعة إمبيريال، كاليفورنيا. تم إعطاءها لقب مدينة في 16 أبريل، 1908.

## التركيبة السكانية
حدّد مكتب تعداد الولايات المتحدة بيانات التركيبة السكانية لكاليكسيكو في تعداد الولايات المتحدة. في ما يلي، التركيبة السكانية حسب تعدادي 2000 و2010.

### تعداد عام 2000
بلغ عدد سكان كاليكسيكو 27,109 نسمة بحسب تعداد عام 2000، وبلغ عدد الأسر 6,814 أسرة وعدد العائلات 5,983 عائلة مقيمة في المدينة. في حين سجلت الكثافة السكانية 1,214.6 نسمة لكل كيلومتر مربع (3,145.8/ميل2). وبلغ عدد الوحدات السكنية 6,983 وحدة بمتوسط كثافة قدره 312.9 لكل كيلومتر مربع (810.4/ميل2).
وتوزع التركيب العرقي للمدينة بنسبة 46.56% من البيض و0.49% من الأمريكيين الأفارقة و0.67% من الأمريكيين الأصليين و1.81% من الأمريكيين ذوي الأصول الآسيوية و0.02% من سكان جزر المحيط الهادئ و46.99% من الأعراق الأخرى و3.45% من عرقين مختلطين أو أكثر و95.29% من الهسبانيون أو اللاتينيون من أي عرق.
بلغ عدد الأسر 6,814 أسرة كانت نسبة 63.7% منها لديها أطفال تحت سن الثامنة عشر تعيش معهم، وبلغت نسبة الأزواج القاطنين مع بعضهم البعض 61.2% من أصل المجموع الكلي للأسر، ونسبة 22% من الأسر كان لديها معيلات من الإناث دون وجود شريك، بينما كانت نسبة 4.6% من الأسر لديها معيلون من الذكور دون وجود شريكة وكانت نسبة 12.2% من غير العائلات. تألفت نسبة 10.4% من أصل جميع الأسر من عدة أفراد يعيشون في نفس المنزل ونسبة 6.9% كانت تتألف من شخص يعيش بمفرده يبلغ من العمر 65 عاماً أو أكثر. وبلغ متوسط حجم الأسرة المعيشية 3.96، أما متوسط حجم العائلات فبلغ 4.21.
بلغ العمر الوسطي للسكان 29.2 عاماً. وكانت نسبة 34.8% من القاطنين تحت سن الثامنة عشر، وكانت نسبة 9.9% بين الثامنة عشر والرابعة والعشرين عاماً، ونسبة 27% كانت واقعةً في الفئة العمرية ما بين الخامسة والعشرين والرابعة والأربعين عاماً، ونسبة 17.6% كانت ما بين الخامسة والأربعين والرابعة والستين، ونسبة 10.3% كانت ضمن فئة الخامسة والستين عاماً فما فوق. يوجد لكل 100 أنثى 87.1 ذكر، ويوجد لكل 100 أنثى في الثامنة عشر من عمرها فما فوق 80.3 ذكر.
بلغ متوسط دخل الأسرة في المدينة 28,929 دولارًا، أما متوسط دخل العائلة فبلغ 30,277 دولارًا. وكان متوسط دخل الذكور 27,712 دولارًا مقابل 18,857 دولارًا للإناث. وسجل دخل الفرد الخاص بالمدينة 9,981 دولارًا. وكانت نسبة 22.6% من العائلات ونسبة 25.7% من السكان تحت خط الفقر، وكان من هؤلاء نسبة 31% تحت سن الثامنة عشر ونسبة 16.2% في الخامسة والستين من العمر وما فوق.

### تعداد عام 2010
بلغ عدد سكان كاليكسيكو 38,572 نسمة بحسب تعداد عام 2010، وبلغ عدد الأسر 10,116 أسرة وعدد العائلات 8,681 عائلة مقيمة في المدينة. في حين سجلت الكثافة السكانية 1,728.1 نسمة لكل كيلومتر مربع (4,475.8/ميل2). وبلغ عدد الوحدات السكنية 10,651 وحدة بمتوسط كثافة قدره 477.2 لكل كيلومتر مربع (1,235.9/ميل2).
وتوزع التركيب العرقي للمدينة بنسبة 60.02% من البيض و0.35% من الأمريكيين الأفارقة و0.53% من الأمريكيين الأصليين و1.31% من الأمريكيين ذوي الأصول الآسيوية و0.05% من سكان جزر المحيط الهادئ و33.50% من الأعراق الأخرى و4.25% من عرقين مختلطين أو أكثر و96.84% من الهسبانيون أو اللاتينيون من أي عرق.
بلغ عدد الأسر 10,116 أسرة كانت نسبة 56.9% منها لديها أطفال تحت سن الثامنة عشر تعيش معهم، وبلغت نسبة الأزواج القاطنين مع بعضهم البعض 57% من أصل المجموع الكلي للأسر، ونسبة 22.9% من الأسر كان لديها معيلات من الإناث دون وجود شريك، بينما كانت نسبة 5.9% من الأسر لديها معيلون من الذكور دون وجود شريكة وكانت نسبة 14.2% من غير العائلات. تألفت نسبة 11.9% من أصل جميع الأسر من عدة أفراد يعيشون في نفس المنزل ونسبة 6.7% كانت تتألف من شخص يعيش بمفرده يبلغ من العمر 65 عاماً أو أكثر. وبلغ متوسط حجم الأسرة المعيشية 3.80، أما متوسط حجم العائلات فبلغ 4.09.
بلغ العمر الوسطي للسكان 31.8 عاماً. وكانت نسبة 31.1% من القاطنين تحت سن الثامنة عشر، وكانت نسبة 11% بين الثامنة عشر والرابعة والعشرين عاماً، ونسبة 24.2% كانت واقعةً في الفئة العمرية ما بين الخامسة والعشرين والرابعة والأربعين عاماً، ونسبة 22.2% كانت ما بين الخامسة والأربعين والرابعة والستين، ونسبة 11.4% كانت ضمن فئة الخامسة والستين عاماً فما فوق. وتوزع التركيب الجنسي للسكان بنسبة 47.3% ذكور و52.7% إناث.

## المناخ
يظهر الجدول التالي التغييرات المناخية على مدار السنة لكاليكسيكو:
| البيانات المناخية لـكاليكسيكو     | البيانات المناخية لـكاليكسيكو | البيانات المناخية لـكاليكسيكو | البيانات المناخية لـكاليكسيكو | البيانات المناخية لـكاليكسيكو | البيانات المناخية لـكاليكسيكو | البيانات المناخية لـكاليكسيكو | البيانات المناخية لـكاليكسيكو | البيانات المناخية لـكاليكسيكو | البيانات المناخية لـكاليكسيكو | البيانات المناخية لـكاليكسيكو | البيانات المناخية لـكاليكسيكو | البيانات المناخية لـكاليكسيكو | البيانات المناخية لـكاليكسيكو |
| الشهر                             | يناير                         | فبراير                        | مارس                          | أبريل                         | مايو                          | يونيو                         | يوليو                         | أغسطس                         | سبتمبر                        | أكتوبر                        | نوفمبر                        | ديسمبر                        | المعدل السنوي                 |
| --------------------------------- | ----------------------------- | ----------------------------- | ----------------------------- | ----------------------------- | ----------------------------- | ----------------------------- | ----------------------------- | ----------------------------- | ----------------------------- | ----------------------------- | ----------------------------- | ----------------------------- | ----------------------------- |
| الدرجة القصوى °ف (°م)             | 90 (32)                       | 93 (34)                       | 101 (38)                      | 109 (43)                      | 116 (47)                      | 121 (49)                      | 122 (50)                      | 120 (49)                      | 120 (49)                      | 112 (44)                      | 98 (37)                       | 95 (35)                       | 122 (50)                      |
| متوسط درجة الحرارة الكبرى °ف (°م) | 70 (21)                       | 75 (24)                       | 79 (26)                       | 86 (30)                       | 94 (34)                       | 103 (39)                      | 107 (42)                      | 106 (41)                      | 101 (38)                      | 91 (33)                       | 78 (26)                       | 70 (21)                       | 88 (31)                       |
| متوسط درجة الحرارة الصغرى °ف (°م) | 41 (5)                        | 45 (7)                        | 49 (9)                        | 54 (12)                       | 61 (16)                       | 68 (20)                       | 76 (24)                       | 77 (25)                       | 71 (22)                       | 59 (15)                       | 47 (8)                        | 41 (5)                        | 57 (14)                       |
| أدنى درجة حرارة °ف (°م)           | 18 (−8)                       | 24 (−4)                       | 29 (−2)                       | 34 (1)                        | 36 (2)                        | 47 (8)                        | 52 (11)                       | 54 (12)                       | 48 (9)                        | 33 (1)                        | 24 (−4)                       | 22 (−6)                       | 18 (−8)                       |
| الهطول إنش (مم)                   | 0.51 (13)                     | 0.36 (9.1)                    | 0.31 (7.9)                    | 0.05 (1.3)                    | 0.03 (0.76)                   | 0.01 (0.25)                   | 0.06 (1.5)                    | 0.32 (8.1)                    | 0.36 (9.1)                    | 0.35 (8.9)                    | 0.17 (4.3)                    | 0.43 (11)                     | 2.96 (75.21)                  |
| المصدر:                           |                               |                               |                               |                               |                               |                               |                               |                               |                               |                               |                               |                               |                               |

## توأمة
لكاليكسيكو (كاليفورنيا) اتفاقيات توأمة مع:
- تيخوانا

## أعلام
- بوب ويلسون
- ألين سترينج
- أنيتا ألفاريز دي وليامز
- إنريكي كاستيلو
- إسحاق أكونا